# اچ‌ام‌اس گرنویل (آر۹۷)
اچ‌ام‌اس گرنویل (آر۹۷) (به انگلیسی: HMS Grenville (R97)) یک کشتی بود. این کشتی در سال ۱۹۴۲ ساخته شد.